# Fontenille-Saint-Martin-d'Entraigues
Fontenille-Saint-Martin-d'Entraigues és un municipi francès situat al departament de Deux-Sèvres i a la regió de la Nova Aquitània. L'any 2007 tenia 575 habitants.

## Demografia

### Població
El 2007 la població de fet de Fontenille-Saint-Martin-d'Entraigues era de 575 persones. Hi havia 242 famílies de les quals 56 eren unipersonals (28 homes vivint sols i 28 dones vivint soles), 109 parelles sense fills, 69 parelles amb fills i 8 famílies monoparentals amb fills.
La població ha evolucionat segons el següent gràfic:
Habitants censats

### Habitatges
El 2007 hi havia 294 habitatges, 243 eren l'habitatge principal de la família, 37 eren segones residències i 14 estaven desocupats. 280 eren cases i 10 eren apartaments. Dels 243 habitatges principals, 184 estaven ocupats pels seus propietaris, 51 estaven llogats i ocupats pels llogaters i 8 estaven cedits a títol gratuït; 13 tenien dues cambres, 20 en tenien tres, 72 en tenien quatre i 138 en tenien cinc o més. 204 habitatges disposaven pel capbaix d'una plaça de pàrquing. A 116 habitatges hi havia un automòbil i a 105 n'hi havia dos o més.

### Piràmide de població
La piràmide de població per edats i sexe el 2009 era:
| Homes | Edats   | Dones |
| ----- | ------- | ----- |
| 0     | 95 o +  | 0     |
| 0     | 90 a 94 | 4     |
| 4     | 85 a 89 | 4     |
| 0     | 80 a 84 | 8     |
| 12    | 75 a 79 | 8     |
| 20    | 70 a 74 | 16    |
| 12    | 65 a 69 | 24    |
| 16    | 60 a 64 | 20    |
| 12    | 55 a 59 | 4     |
| 20    | 50 a 54 | 8     |
| 24    | 45 a 49 | 20    |
| 20    | 40 a 44 | 32    |
| 24    | 35 a 39 | 20    |
| 32    | 30 a 34 | 8     |
| 20    | 25 a 29 | 24    |
| 36    | 20 a 24 | 12    |
| 20    | 15 a 19 | 16    |
| 12    | 10 a 14 | 4     |
| 4     | 5 a 9   | 16    |
| 8     | 0 a 4   | 24    |

## Economia
El 2007 la població en edat de treballar era de 356 persones, 260 eren actives i 96 eren inactives. De les 260 persones actives 232 estaven ocupades (132 homes i 100 dones) i 28 estaven aturades (12 homes i 16 dones). De les 96 persones inactives 40 estaven jubilades, 18 estaven estudiant i 38 estaven classificades com a «altres inactius».

### Ingressos
El 2009 a Fontenille-Saint-Martin-d'Entraigues hi havia 241 unitats fiscals que integraven 566 persones, la mediana anual d'ingressos fiscals per persona era de 15.287 €.

### Activitats econòmiques
Dels 24 establiments que hi havia el 2007, 1 era d'una empresa extractiva, 1 d'una empresa alimentària, 3 d'empreses de fabricació d'altres productes industrials, 10 d'empreses de construcció, 4 d'empreses de comerç i reparació d'automòbils, 2 d'empreses de transport, 2 d'empreses de serveis i 1 d'una entitat de l'administració pública.
Dels 10 establiments de servei als particulars que hi havia el 2009, 2 eren tallers de reparació d'automòbils i de material agrícola, 1 paleta, 3 guixaires pintors, 1 fusteria, 1 lampisteria, 1 electricista i 1 empresa de construcció.
L'any 2000 a Fontenille-Saint-Martin-d'Entraigues hi havia 18 explotacions agrícoles que ocupaven un total de 808 hectàrees.

## Poblacions més properes
El següent diagrama mostra les poblacions més properes.